# Ombre del passato (film 2006)
Ombre del passato (Not My Life) è un film per la televisione del 2006 diretto da John Terlesky.

## Trama
Alison Morgan, dopo un incidente, comincia ad avere strane visioni che la collegano a ricordi di una famiglia diversa, con una figlia. Pensa che siano allucinazioni dovute ad un'amnesia dopo l'evento, ma non passa molto tempo prima di scoprire che la sua amnesia è artificiale, cioè causata da farmaci che le fa assumere il marito ed inizia a sospettare che la sua vita dopo il presunto incidente sia costituita solo da pericolose bugie.